# Pablo Sorozábal
Pablo Sorozábal (São Sebastião, 18 de setembro de 1897 — Madri, 26 de dezembro de 1988) foi um compositor espanhol.